# جيري بالاسيوس
جيري نيلسون بالاسيوس سوازو  (بالإسبانية: Jerry Palacios)‏ (مواليد 1 نوفمبر 1981 في لا سيبا) لاعب كرة قدم هندوراسي يلعب حاليا لصالح نادي زهي جيانغ الصيني . .

## روابط خارجية
- جيري بالاسيوس على موقع الاتحاد الدولي (مؤرشف)  (الإنجليزية)
- جيري بالاسيوس على موقع قاعدة بيانات كرة القدم.إي يو (الإنجليزية)
- جيري بالاسيوس على موقع ناشيونال فوتبول تيمز (الإنجليزية)
- جيري بالاسيوس على موقع Soccerway.com (الإنجليزية)
- جيري بالاسيوس على موقع عالم كرة القدم.نت (الإنجليزية)
- جيري بالاسيوس على موقع كووورة
- جيري بالاسيوس على موقع AS.com (الإسبانية)